# Henner Kotte
Henner Kotte (* 17. August 1963 in Wolgast; † 6. Dezember 2024 in Leipzig) war ein deutscher Autor, Redakteur, Moderator, Regisseur, Theaterkritiker und Stadtführer. Er ist vor allem für seine in Leipzig spielenden Kriminalromane bekannt geworden.

## Leben
Kotte wuchs in Dresden auf. Als Leichtathlet wurde er 1978 nach eigenen Angaben Vize-DDR-Meister in der 4-mal-100-Meter-Staffel. Er war Klassenkamerad des späteren Schauspielers und Kabarettisten Uwe Steimle und studierte von 1984 bis 1989 Germanistik in Leipzig, Dresden, Moskau und Stuttgart. Anschließend arbeitete Kotte als wissenschaftlicher Assistent am Institut für deutsche Sprache in Mannheim. Nach der darauf folgenden Tätigkeit als Dozent für Deutsch als Fremdsprache an der Fachhochschule Köthen musste Henner Kotte einige Zeit als Arbeitsloser und als Beschäftigter in Leipziger Arbeitsbeschaffungsmaßnahmen verbringen, ehe es ihm 1996 ermöglicht wurde, eine journalistische Weiterbildung zu absolvieren.
Seine Autorenkarriere begann mit der Veröffentlichung der Kurzgeschichte „Taxi“, für die er 1997 den MDR-Literaturpreis erhielt.
Henner Kotte arbeitete als Kulturredakteur beim Stadtmagazin BLITZ. Seit 2001 moderierte er in der Leipziger Moritzbastei seine eigene literarische Talkshow zu den Themen Krimi und Horror – die „Schwarze Serie“. Zusätzlich bot der seit 1984 in Leipzig lebende Autor Stadtführungen zur Kriminalgeschichte seiner Wahlheimat an. Seit Juni 2010 moderierte er im StuK die Lesebühne Texte an der Theke. Sowohl die Krimiführung als auch die Lesebühne sind eine Erfindung bzw. Kreation des FHL e. V.
Henner Kotte verstarb am 6. Dezember 2024 in Leipzig. Sein Grab befindet sich auf dem Leipziger Südfriedhof in der II. Abteilung neben denen von Jürgen Hart und Lene Voigt.

## Werk

### Leipzig-Krimis

#### Lars-Kohlund-Reihe
- „Abriss Leipzig“, Rotbuch Verlag GmbH Berlin, 2008, ISBN 978-3-86789-034-2
- „Titelhelden“, Rotbuch Verlag GmbH, 2006, ISBN 3-434-53154-8
- „Der Tote im Baum“, Rotbuch Verlag GmbH Berlin, 2007, ISBN 978-3-86789-017-5
- „Augen für den Fuchs“[3], Rotbuch Verlag GmbH Berlin, 2010, ISBN 978-3-86789-105-9

#### Bruno-Ehrlicher-Reihe
- „Doppelherz Tod – Kommissar Ehrlicher ermittelt weiter“, Verlag Das Neue Berlin, 2008, ISBN 978-3-360-01948-6
- „Frederikes Höllenfahrt – Ehrlicher ermittelt weiter“[4], Verlag Das Neue Berlin, 2010, ISBN 978-3-360-01963-9

### Krimi-Reihe Blutiger Osten
Der Verlag Bild und Heimat lancierte im Jahr 2012 die Krimi-Reihe „Blutiger Osten“. Jedes Jahr erscheinen mehrere ausgewählte authentische Kriminalfälle. Nebst Henner Kotte schreiben weitere Autoren für diese Reihe.

Krimis von Henner Kotte (Auswahl):
- Band 15: Schüsse im Finsteren Winkel (2013)
- Band 24: Leipzig mit blutiger Hand (2015)
- Band 44: Bonnie & Clyde vom Sachsenplatz (2018)
- Band 68: Russentod in Frauenstein (2021)
- Band 71: Feuer auf Bestellung (2023)
- Band 74: Der Ruppersdorfer Schädelspalter (2023)

### Sonstige Publikationen (Auswahl)
- Taxi, 1997
- Natürlich tot! Ein Jahr Buch. Fünf Finger Verlag, 1997, ISBN 3-9807419-1-5.
- Mörder, Monster, Menschenfresser. gemeinsam mit Christian Lunzer, Ueberreuther 2001, ISBN 3-8000-3922-2.
- Vivace. Fünf Finger Verlag, 2002, ISBN 3-9807419-6-6.
- Wilderer – Wahre Kriminalgeschichten aus dem Wald. gemeinsam mit Christian Lunzer, Ueberreuther 2005, ISBN 3-8000-7092-8.
- Vergessene Akten – Ungelöste Kriminalfälle. Rotbuch Verlag, Berlin, 2006.
- Vorsicht, Autor! – Texte von der Theke. fhl-Verlag, Leipzig, 2008.
- Natürlich tot! Kriminalgeschichten. Rotbuch Verlag, Berlin, 2010, ISBN 978-3-86789-121-9.
- Die Zähne vom schwarzen Gruhl., Lychatz Verlag, Leipzig, 2010, ISBN 978-3-98133-856-0.
- Detektiv Frodi, Lychatz Verlag, Leipzig, 2010, Kinderbuch, ISBN 978-3-98133-855-3.
- Die vermauerte Frau. Authentische Kriminalfälle aus Leipzig, Mitteldeutscher Verlag, Halle, 2012, 2. Aufl. 2014, ISBN 978-3-89812-966-4
- Hohe Morde. Historische Kriminalfälle aus Tirol, Mitteldeutscher Verlag, Halle, 2014. ISBN 978-3-95462-336-5.
- Die 99 besonderen Seiten der Stadt – Chemnitz. Mitteldeutscher Verlag, Halle (Saale) 2018. ISBN 978-3-95462-945-9.
- Der Hingerichtete lebt! Skandal- und Kriminal-Stadtführer Leipzig-City. Eudora-Verlag, Leipzig, 2020, ISBN 978-3-938533-46-8.
- Jüdisches Sachsen. 99 besondere Geschichten, Mitteldeutscher Verlag, Halle, 2021. ISBN 978-3-96311-553-0
- Morde, die Geschichte schrieben. Sachsen I: Vom Sachsenspiegel bis Gottfried Keller. Tauchaer Verlag, Leipzig, 2022, ISBN 978-3-89772-318-4.
- Morde, die Geschichte schrieben. Sachsen II: Von Karl May bis Agatha Christie. Tauchaer Verlag, Leipzig, 2022, ISBN 978-3-89772-319-1.
- Morde, die Geschichte schrieben. Sachsen III: Vom Kalten Krieg bis Oktober '89. Tauchaer Verlag, Leipzig, 2022, ISBN 978-3-89772-320-7.
- Astoria Leipzig. Biografie eines Hotels, Mitteldeutscher Verlag, Halle, 2022. ISBN 978-3-96311-537-0
- Die Gose schmeckt frühmorgens gut, ist abends keine Plage … Köstliches und Geschichtliches – 200 Jahre Ritterguts Gose, Mitteldeutscher Verlag, Halle, 2024, ISBN 978-3-96311-946-0
- Chemnitzer Köpfe in Politik und Wirtschaft. Tauchaer Verlag, Leipzig, 2025, ISBN 978-3-89772-337-5.
- Chemnitzer Köpfe auf der Bühne und im Film. Tauchaer Verlag, Leipzig, 2025, ISBN 978-3-89772-335-1.
- Chemnitzer Köpfe in Kunst und Literatur. Tauchaer Verlag, Leipzig, 2025, ISBN 978-3-89772-336-8.

## Preise und Auszeichnungen (Auswahl)
- 1997: MDR-Literaturpreis
- 1998: Bertelsmann-Förderung
- 2001: Hallischer Filmförderpreis „Silberner Schreibtischtäter“